# Sieghard von Aquileia
Sieghard von Aquileia, mort le 12 août 1077 à Ulm, est le patriarche d'Aquilée de 1068 à 1077.

## Biographie
Sieghard est le fils de Sieghard VII, comte de Chiemgau et de Bilihild d'Andechs.
En 1072, le monastère de Michaelbeuern, dont sa mère Bilihild a grandement fait la promotion, est achevé et l'église est consacrée par le patriarche et d'autres dignitaires ecclésiastiques. La même année, le patriarche Sieghard fait don de plusieurs villages d'Italie à sa sœur Friedgund, abbesse de Sainte-Marie d'Aquilée.
Après le voyage d'Henri IV à Canossa en janvier 1077, le roi accorde au patriarche le comté de Frioul et le domaine de Lunzanicha/Lucenigo (Gorizia) et tout le fief qui a été possédé auparavant par le comte Ludwig, successeur du comte Werigand, avec tous les droits dus au roi et au duc de Carinthie (acte à Pavie en mars/avril 1077), et peut ainsi le gagner à sa cause dans la querelle des Investitures ; le patriarche Sieghard lui permet alors de retourner rapidement par les Alpes en Bavière ; selon des documents de Nuremberg du 11 juin 1077, Henri IV accorde alors également au patriarche « et à ses successeurs » les marches d'Istrie et de Carniole.
Le patriarche Sieghard devient ainsi le souverain du pays ; cependant, il meurt subitement à Ulm, quelques mois plus tard avec plusieurs de ses chevaliers.